# Óscar Andrés Morales
Óscar Andrés Morales Guifarro (Guarizama, 12 de maio de 1986) é um futebolista hondurenho, que atua como defensor.

## Carreira
Quiarol Arzú fez parte do elenco da Seleção Hondurenha de Futebol nas Olimpíadas de 2008.